# Huaral (distrito)

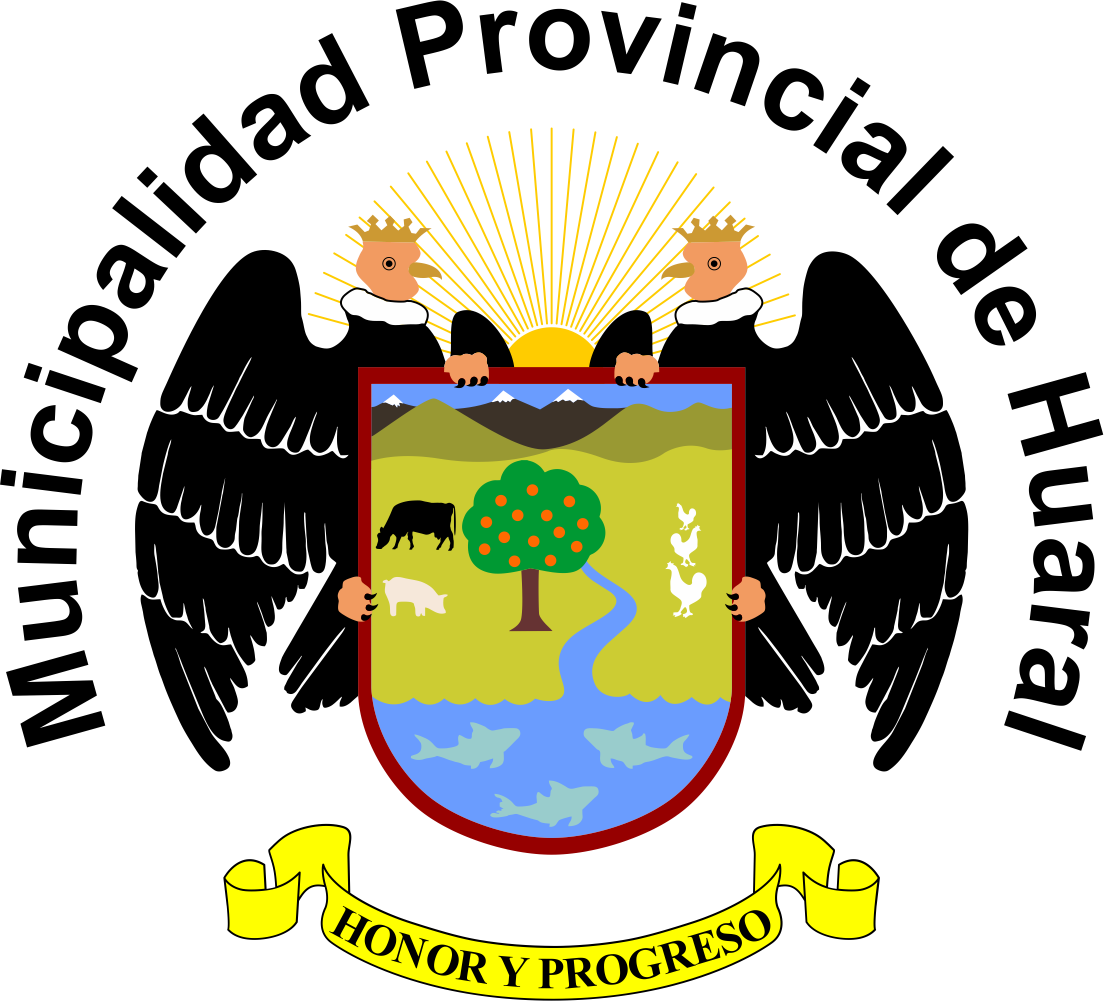
Huaral

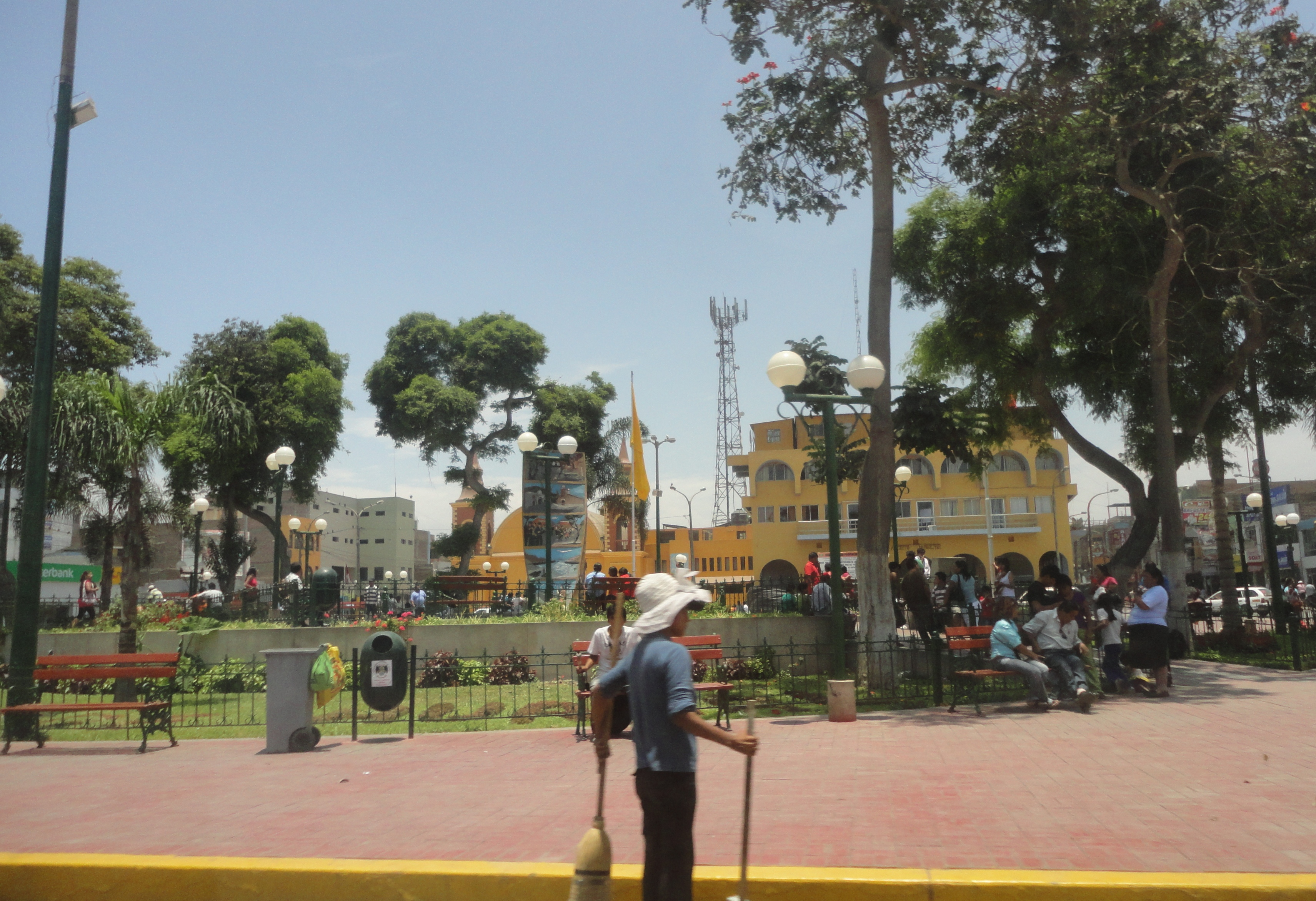
Huaral

O Distrito peruano de Huaral é um doze distritos que formam a província de Huaral, pertencente a departamento de Lima, na zona central do Peru,
Huaral possui uma população de 88 558 habitantes (estimativa 2007) e uma área de 640,76 km², perfazendo uma densidade demográfica de 138,2 hab./km².

## História
O então Presidente da República, Remigio Morales Bermúdez, baixou o decreto de 31 de outubro de 1890, crea o distrito de Huaral.

## Prefeito (alcalde)
- 2019-2022: Jaime Uribe.
- 2015-2018: Ana Kobayashi.

## Festas
- Junho: São João Batista
- Outubro: Senhor dos Milagres
- Novembro: São Martinho de Porres

## Transporte
O distrito de Huaral é servido pela seguinte rodovia:
- PE-20C, que liga o distrito de Aucallama (Região de Lima) à cidade de Huayllay (Região de Pasco)
- PE-1NB, que liga o distrito à cidade de Chancay
- LM-109, que liga a cidade ao distrito de Lampian[1][2][3]